# Велика корона Перемоги

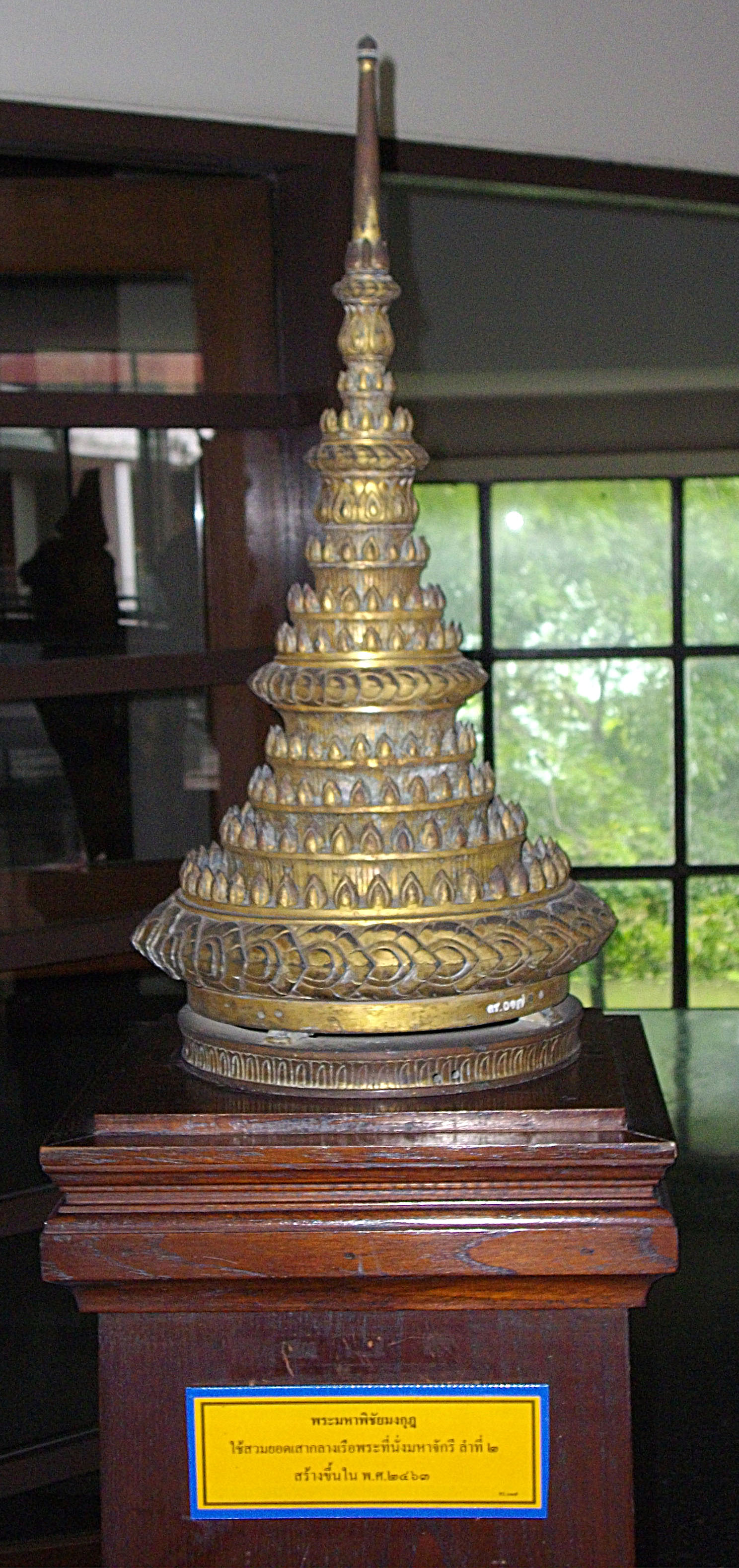
Копія Великої корони Перемоги, виготовлена для королівської яхти, Королівський морський музей Таїланду

Велика корона Перемоги (тай. พระมหาพิชัยมงกุฎ) — одна з королівських клейнодів Таїланду. Виготовлена під час правління короля  Рами I, в 1782 році. Корона зроблена з  золота, має 26 дюймів (66 см) у висоту і важить 16 фунтів (7,3 кг). Король Рама IV під час свого правління (1851—1868) розпорядився прикрасити корону великим діамантом з Індії, який отримав назву «Великий діамант» (тай. พระมหาวิเชียรมณี). Корона виконана в характерному тайському стилі, у вигляді багатоярусної конічної  діадеми, увінчаної шпилем. Шпиль символізує божественну владу короля і його право правити народом Таїланду.
Король Таїланду надягає цю корону тільки під час церемонії  коронації. Останній раз її одягав Пхуміпон Адульядет (Рама IX) під час своєї коронації 5 травня 1950 року.

## Галерея

Велика корона Перемоги (геральдична версія)
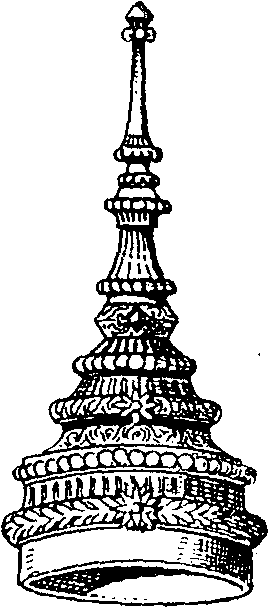
Велика корона Перемоги (геральдична версія), малюнок Hugo Gerard Ströhl
Привілейована печатка короля Монгхута (Mongkut, Рама IV), зображення Великої корони Перемоги.
Флаг Міністра оборони Таїланду, з 1936.
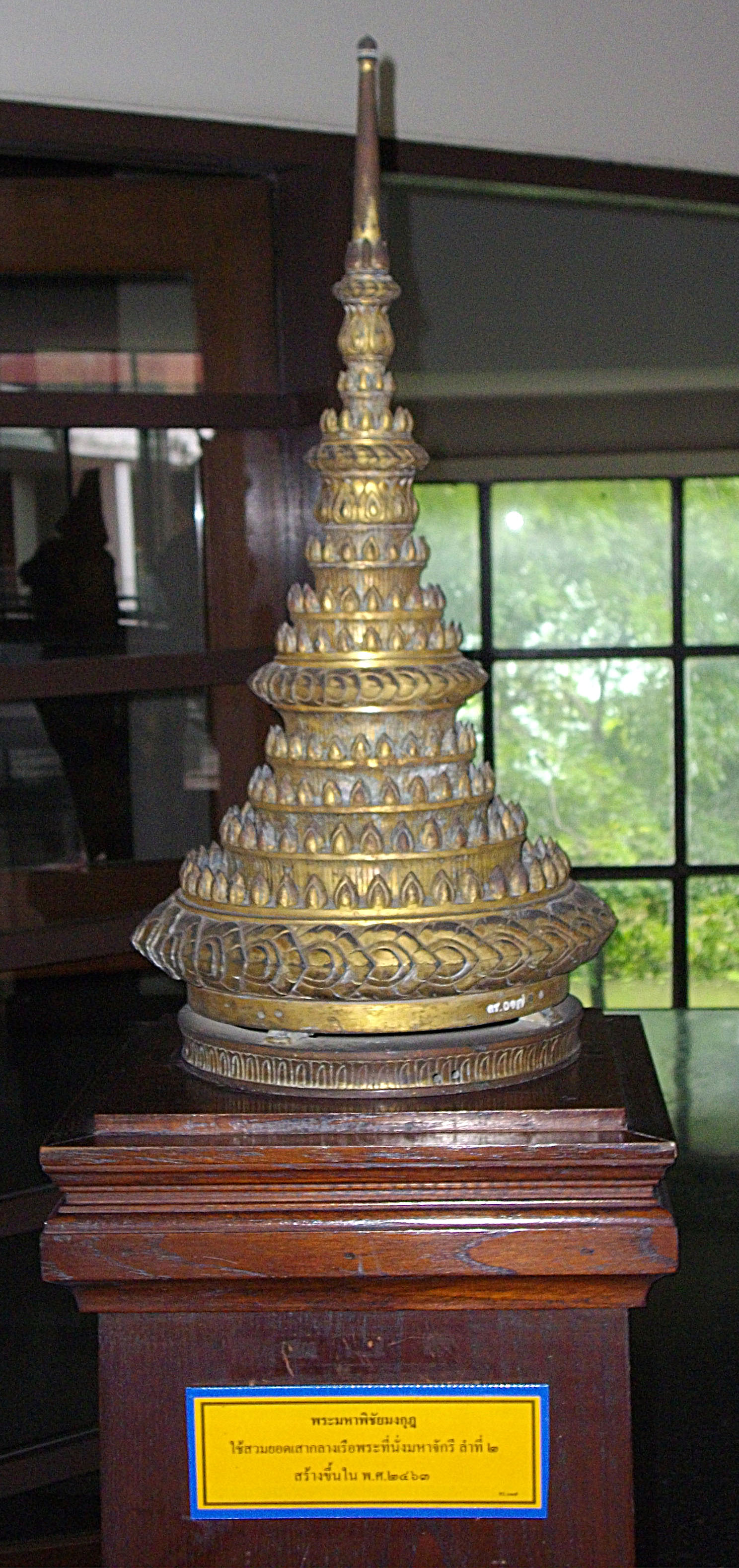
Королівський тайський військовий музей (Royal Thai Naval Museum), Samut Prakan.
Король Бхумібол Адуладей, одягнений у Велику корону Перемоги в день своєї коронації у Великому палаці, 5 травня 1950 року.Король Бхумібол Адуладей, одягнений у Велику корону Перемоги в день своєї коронації у Великому палаці, 5 травня 1950 року.
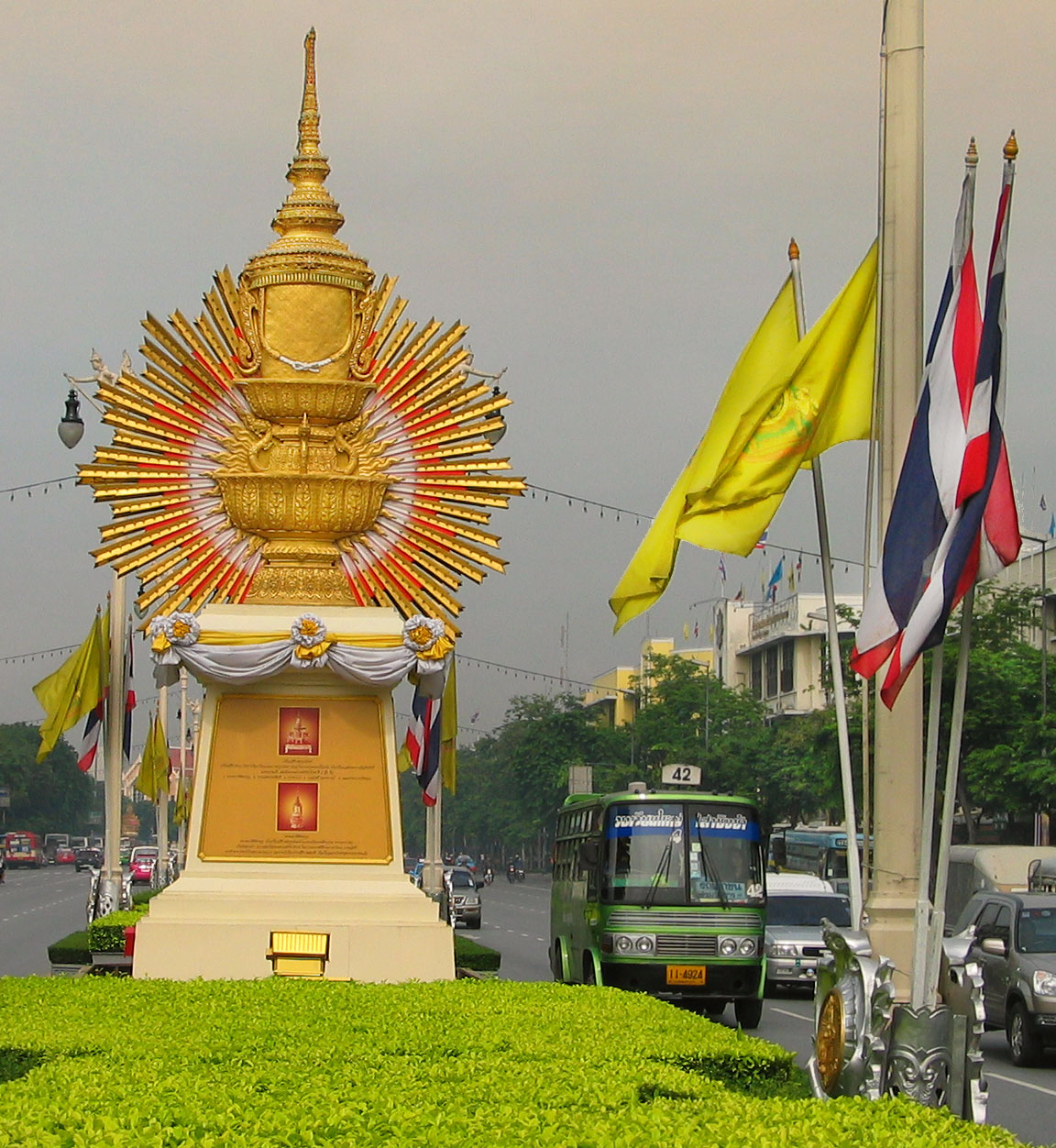
"The Great Crown of Victory", виставка на Ratchadamnoen авеню в Бангкоку, де демонструються тайські регалії на честь 60-річчя вступу короля Бхумібола Адуладея на престол у 2006 році.

## Ресурси Інтернету
- Вікісховище має мультимедійні дані за темою: Велика корона Перемоги
- The royal regalia and utensils of Siam (англ.)